# ヤンワン・U9
ヤンワン・U9（中:仰望U9、英:Yangwang U9）は、中国の自動車メーカーBYD（比亜迪汽車）の高級車ブランド「ヤンワン」（仰望/Yangwang）が製造する電動スーパーカーである。2023年の上海モーターショーで正式に発表され、2024年8月に量産が開始された。

## 概要
2023年にSUVの「U8」とともに発表された、2シータースーパースポーツモデル。設計は、元アルファロメオやランボルギーニのデザイナーで現在はBYDのチーフデザイナーを務めるヴォルフガング・エッガーが主導した。
ドアは上方に開くシザーズドアを採用している。また独自のプラットフォーム「e4（易四方）」が使用されており、強力な4つのモーターが搭載される。
最大出力は約1305馬力（960kw）、最高速度309.19km/hで、0→100km/hまで2.36秒で加速する。航続距離は約700km。販売価格は168万元（約3500万円）。
このモデルの生産のため、専用の工場が設立された。

## 特色
「DiSus-X」（云辇）と呼ばれるサスペンションシステムを搭載しており、油圧と空気圧で車体の姿勢を自在に操ることができる。これにより、制御次第でタイヤを1輪だけ宙に浮かせたり、走行中に4輪を浮かせてジャンプすることが可能。また、4輪を個別に操作することで、あたかも踊っているかのような動きをすることができる。

## 記録
ニュルブルクリンク北コースにて7分17秒900のベストラップを記録した。